# Optická hustota
Optická hustota (anglicky Optical density či O. D.) je absorbance daného optického elementu při dané vlnové délce λ na jednotku vzdálenosti:
{\displaystyle OD_{\lambda }={A_{\lambda } \over l}=-{1 \over l}\log _{10}T={1 \over l}\log _{10}\left({I_{0} \over I}\right)}
kde:
| {\displaystyle l}            | = je tloušťka vzorku resp. přesněji délka dráhy paprsku ve vzorku měřená v centimetrech |
| {\displaystyle A_{\lambda }} | = je absorbance změřená při vlnové délce λ                                              |
| {\displaystyle T}            | = transmitance                                                                          |
| {\displaystyle I_{0}}        | = intenzita dopadajícího světla                                                         |
| {\displaystyle I}            | = intenzita prošlého světla                                                             |
Ačkoliv absorbance ve skutečnosti nemá jednotky, často se v angličtině uvádí v absorbančních jednotkách (absorbance units - AU). Podobně se optická hustota měří v ODU, cože je ekvivalent k AU·cm−1.
Měření optické hustoty se často používá v mikrobiologii jako jednoduchá metoda k určení koncentrace počtu buněk v suspenzi, protože v jistém rozsahu platí přibližně lineární vztah mezi koncentrací buněk a optickou hustotou. Pokud je naměřená absorbance větší než 0,25, což je typický limit lineární korelace mezi absorbancí a koncentrací buněk, je nutné vzorek znovu zředit tak, aby hodnoty byly opět v lineární oblasti.